# Avalon (film 1990)
Avalon è un film del 1990 scritto e diretto da Barry Levinson.

## Trama
Nel 1914 Sam Krichinsky, giovane ebreo polacco, emigra a Baltimora, nel quartiere di Avalon, e trova lavoro nel settore della carta da parati. Col passare degli anni, altri membri della famiglia lo raggiungono in America.
Un giorno Sam, il più attento alle tradizioni della famiglia, e la moglie Eva si trasferiscono in un altro quartiere per aiutare il figlio Jules e la nuora Anna ad accudire il nipotino Michael. Tutta la famiglia si incontra spesso, in particolare nel giorno del ringraziamento. È però evidente la spaccatura con le nuove generazioni, ormai americanizzate in tutto e per tutto (alcuni hanno anche cambiato il cognome).
Jules diventa socio del cugino Izzy, aprendo un negozio di televisori; dopo anni di sacrifici, grazie a slogan pubblicitari, a prezzi bassi e alla vendita anche di altri elettrodomestici, gli affari dei cugini iniziano a migliorare. La vita quotidiana scorre senza particolari problemi, con piccole gioie e piccoli contrattempi.
In occasione di una festa del 4 luglio, Jules e Izzy inaugurano il loro nuovo negozio, ma questo va a fuoco a causa di un corto circuito. Il piccolo Michael e il cugino Teddy credono però di essere i responsabili, dato che quel giorno avevano giocato con dei petardi nel magazzino; su consiglio del nonno Sam, i bambini dicono quello che hanno fatto. Jules e Izzy, dopo lo sgomento iniziale, riprendono la loro attività. Un giorno Eva ha un malore e muore serenamente; Sam allora si trasferisce in un ospizio.
Dopo alcuni anni Michael, ormai adulto, porta suo figlio a conoscere il bisnonno. Anche il bambino si chiama Sam.

## Premi e candidature
- 1991 – Premio Oscar
  - Candidatura per la migliore sceneggiatura originale a Barry Levinson
  - Candidatura per la migliore fotografia a Allen Daviau
  - Candidatura per i migliori costumi a Gloria Gresham
  - Candidatura per la migliore colonna sonora a Randy Newman
- 1991 – Golden Globe
  - Candidatura per il miglior film drammatico
  - Candidatura per la migliore sceneggiatura a Barry Levinson
  - Candidatura per la migliore colonna sonora originale a Randy Newman